# Hyleas Fountain
Hyleas Fountain (Columbus, 14 gennaio 1981) è una multiplista statunitense.

## Palmarès
| Anno | Manifestazione  | Sede    | Evento     | Risultato | Prestazione | Note                        |
| ---- | --------------- | ------- | ---------- | --------- | ----------- | --------------------------- |
| 2007 | Mondiali        | Osaka   | Eptathlon  | dnf       | dnf         |                             |
| 2008 | Giochi olimpici | Pechino | Eptathlon  | Argento   | 6 619 p.    |                             |
| 2010 | Mondiali indoor | Doha    | Pentathlon | Bronzo    | 4 762 p.    | Record nord-centroamericano |
| 2011 | Mondiali        | Taegu   | Eptathlon  | 23ª       | 5 611 p.    |                             |
| 2012 | Giochi olimpici | Londra  | Eptathlon  | dnf       | dnf         |                             |